# Andrij Illjenko
Andrij Jurijovytj Illjenko (ukrainska: Андрій Юрійович Іллєнко), född 24 juni 1987 i Kiev, Ukrainska SSR, Sovjetunionen, är en ukrainsk politiker medlem av Svoboda.
Illjenko var tillsammans med två andre parlamentsledamöter från partiet Svoboda; Ihor Mirosjnitjenko och Bohdan Beniuk med till att tränga sig in i TV-kanalen Persjyj Natsionalnyjs högkvarter i Kiev och angripa direktören Oleksandr Pantelejmonov och tvingade honom att under hugg och slag underteckna sin egen avskedsansökan. En videoupptagning av hur de misshandlar Pantelejmonov fick enorm spridning på Internet. Svoboda lade själv ut videon på nätet, som vidarepublicerades av webbtidningen Ukrainska Pravda. De tre politikerna ses där högljutt ifrågasätta att Persjyj Natsionalnyj tidigare samma dag hade sänt den ryske presidenten Vladimir Putins tal om Rysslands annektering av Krimhalvön. De tre våldsmännen fördömdes efteråt samstämmigt av ukrainska politiker. ”Helt oacceptabelt”, förklarade premiärminister Arsenij Jatsenjuk och Vitalij Klytjko krävde att de tre männen lämnar sina parlamentsplatser. Även partiledaren för Svoboda, Oleh Tiahnybok, tog avstånd från angreppet. Amnesty International och Reportrar utan gränser stämde in i fördömandena. De tre våldsmännen har anmälts till riksåklagaren Oleh Magnitskij, som även han var medlem i Svoboda, men tvingades att lämna partiet när utsågs. Åklagarmyndigheten har inlett en utredning om möjlig ”huliganism” och ”förhindrande av journalister att utföra sitt arbete”.